# Białkowszczyzna
Białkowszczyzna (biał. Бялкоўшчына; ros. Белковщина) – agromiasteczko na Białorusi, w obwodzie grodzieńskim, w rejonie smorgońskim, w sielsowiecie Korzenie.

## Historia
W czasach zaborów wieś w gminie Smorgonie, w powiecie oszmiańskim, w guberni wileńskiej Imperium Rosyjskiego. W 1866 roku liczyła 16 dusz rewizyjnych. Należała do dóbr skarbowych Smorgonie. W 1905 roku liczyła 61 mieszkańców, 97 dziesięcin.
W latach 1921–1945 wieś leżała w Polsce, w województwie wileńskim, w powiecie oszmiańskim, w gminie Smorgonie.
W 1931 wieś w 14 domach zamieszkiwało 65 osób.
Wierni należeli do parafii rzymskokatolickiej i prawosławnej w Smorgoniach. Miejscowość podlegała pod Sąd Grodzki w Smorgoniach i Okręgowy w Wilnie; właściwy urząd pocztowy mieścił się w Smorgoniach.
Po II wojnie światowej w granicach Związku Sowieckiego. Od 1991 w niepodległej Białorusi.